# East 17
East 17 är ett brittiskt pojkband från 1990-talet. Gruppens medlemmar var ursprungligen Tony Mortimer, Brian Harvey, John Hendy och Terry Coldwell.
Till skillnad från övriga pojkband hade gruppen en lite annorlunda musikstil i form av synth, pop och rap. Några av deras största hits är "House of Love", "Stay Another Day", "Gold" och "Around The World".

## Medlemmar
Nuvarande medlemmar
- Terry Coldwell (1991–1997, 1998–1999, 2006–2013, 2014–)
- Robbie Craig (2014–)
- Terry John (2018–)

Tidigare medlemmar
- John Hendy (1991–1997, 1998–1999, 2006-2013, 2014–2018)
- Brian Harvey (1991–1997, 1998–1999, 2006–2010)
- Tony Mortimer (1991–1997, 2006, 2010–2013)
- Blair Dreelan (2011)

## Diskografi
Studioalbum
- Walthamstow (1993)
- Steam 1994
- Up All Night (1995)
- Resurrection (1998) (som E-17)
- Dark Light (2012)

Samlingsalbum
- Around The World Hit Singles: The Journey So Far (1996)
- The Very Best of East Seventeen (2005)
- East 17: The Platinum Collection (2006)
- Stay Another Day: The Very Best of East 17 (2010)

Singlar (topp 40 på UK Singles Chart)
- "House of Love" (1992) (#10)
- "Gold" (1992) (#28)
- "Deep" (1993) (#5)
- "Slow It Down" (1993) (#13)
- "West End Girls" (1993) (#11)
- "It's Alright" (1993) (#3)
- "Around the World" (1994) (#3)
- "Steam" (1994) (#7)
- "Stay Another Day" (1994) (#1)
- "Let It Rain" (1995) (#10)
- "Hold My Body Tight" (1995) (#12)
- "Thunder" (1995) (#4)
- "Do U Still?" (1996) (#7)
- "Someone to Love" (1996) (#16)
- "If You Ever" (med Gabrielle) (1996) (#2)
- "Hey Child" (1997) (#3)
- "Each Time" (1998) (#2)
- "Betcha Can't Wait" (1999) (#12)

### Fotnoter
1. ↑  ”East 17 spelade för en person”. Dagens nyheter. 30 juni 2015. http://www.dn.se/kultur-noje/musik/east-17-spelade-for-en-person/. Läst 17 februari 2016.